# Attar (parfum)

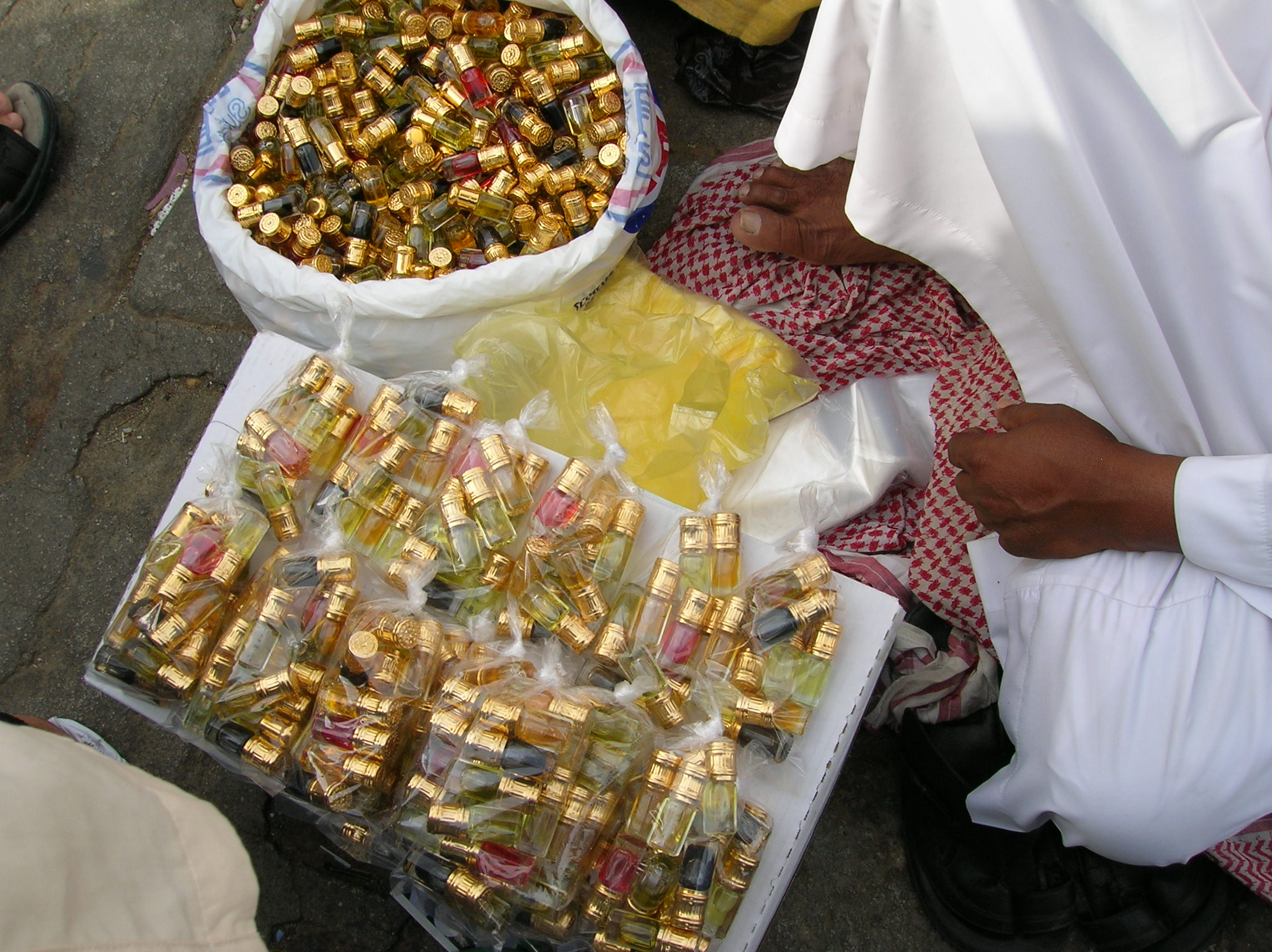
Attar à vendre au mont Arafat à La Mecque.

Pour les articles homonymes, voir Attar.
L'attar est un parfum sans alcool originaire d'Inde et du Moyen-Orient. Il est obtenu par distillation de végétaux, très souvent la rose de Damas qui donne l'attar de rose. Son nom provient de l'arabe عطر (`itr, « parfum »), qui a donné le persan عطر (parfumé). Le persan a ensuite donné les noms hindi इत्र et bengali আতর, qui désignent l'attar mais aussi le parfum en général.
L'attar est peu connu en Occident mais il est très utilisé dans sa région d'origine, notamment par les Musulmans en raison de son absence d'alcool.
Le principal centre de production d'attar est la ville de Kannauj dans l'Uttar Pradesh. Les fleurs qui y sont utilisées proviennent de districts avoisinants ou de régions plus éloignées, comme l'Himalaya. Le bois de santal vient du sud-ouest de l'Inde (notamment Kerala et Karnataka).

## Histoire
L'attar est un produit très ancien, ses origines remontent à l'Antiquité. Les premières traces de parfumerie dans la région de Kannauj en Inde remontent au IIe siècle av. J.-C. La distillation à l'eau, utilisée pour l'attar de rose, est quant à elle mentionnée dans le Charaka Samhita. La distillation d'huile de rose a été développée vers 1600 à Shiraz en Iran. L'usage de l'attar s'est largement répandu à l'époque de l'Empire moghol.
Au XXe siècle, la production d'attar s'est largement modernisée, avec la création d'entreprises industrielles proposant des parfums répondant à des attentes nouvelles. Il existe ainsi des gammes d'attars aux types français, arabes, orientaux ou indiens et des attars se rapprochant des parfums de grandes marques occidentales.

## Fabrication

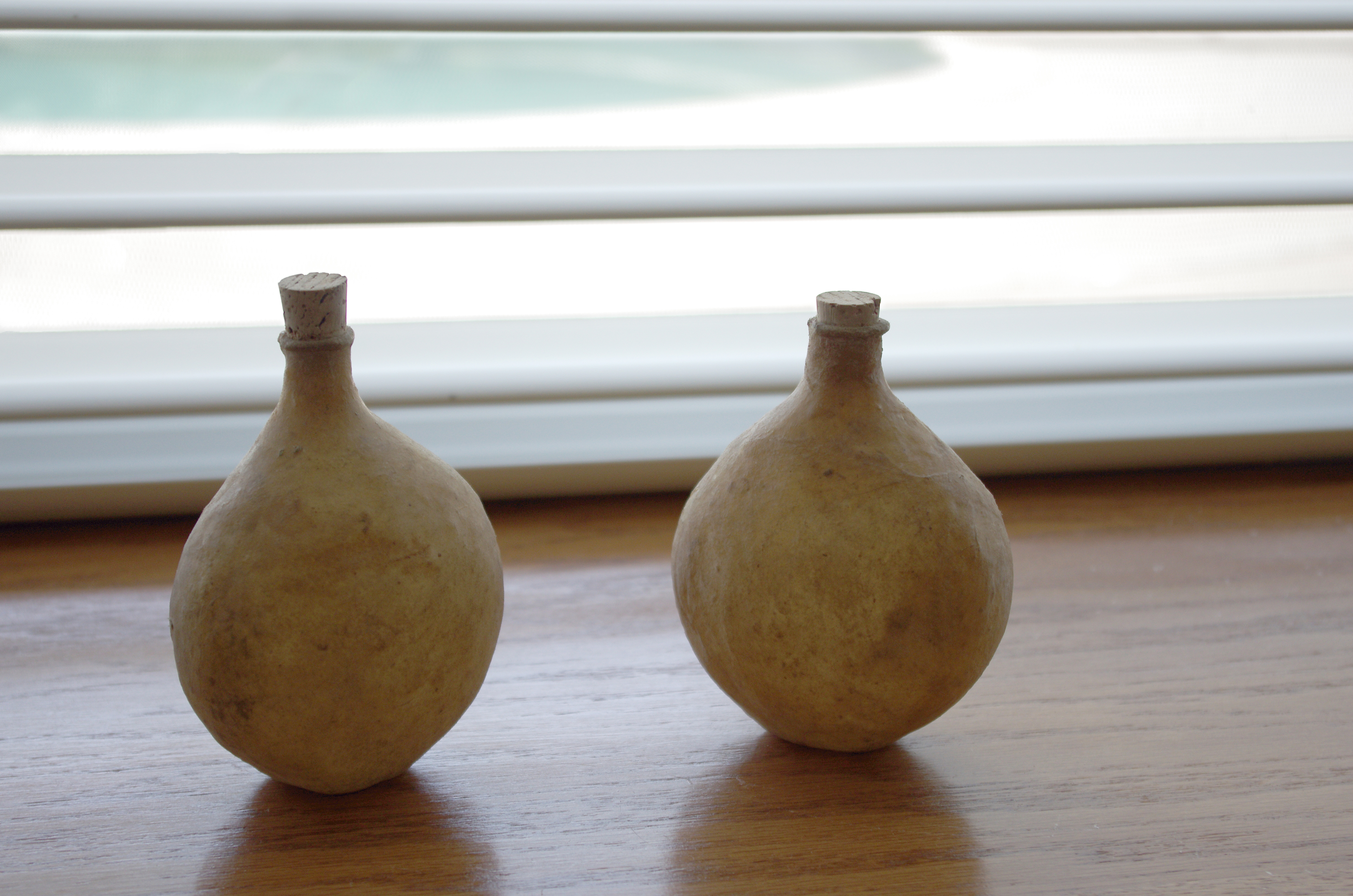
Bouteilles traditionnelles de Kannauj utilisées pour faire vieillir l'attar.

Pour produire l'attar, les végétaux (fleurs, épices, herbes...) sont distillés et ajoutés à une huile essentielle de base, généralement de bois de santal. L'huile de santal est un matériau idéal car son parfum diminue lors de la distillation et elle absorbe celui des autres plantes. En raison de sa raréfaction et de son prix très élevé, le santal est souvent remplacé par des matériaux aux propriétés similaires, comme de la paraffine liquide et du phtalate de di-2-éthylhexyle.
Les végétaux les plus résistants comme les roses ou le kaitha sont distillés à l'eau, tandis que les plus délicats comme le jasmin et les tubéreuses sont distillés avec des solvants. D'autres comme le cypriol sont traités à la vapeur.
Kannauj produit neuf sortes d'attars, classées selon le parfum de base : Gulab (rose de Damas), Kewra (kaitha), Motia (jasmin d'Arabie), Gulhina (lawsonia blanc), Chameli (jasmin d'Espagne), Kadam (Neolamarckia cadamba), Khus (vétiver), Henna et ses formes dérivées (henné) et Mitti (argile mi-cuite). L'attar de rose et de kaitha sont de loin les plus courants puisqu'ils représentent 80 % de la production des parfumeries de Kannauj.